# Trichodesma klagesi
Trichodesma klagesi är en skalbaggsart som beskrevs av Henry Clinton Fall 1905. Trichodesma klagesi ingår i släktet Trichodesma och familjen trägnagare. Inga underarter finns listade i Catalogue of Life.